# Кривавий Сабор у Крижевцях

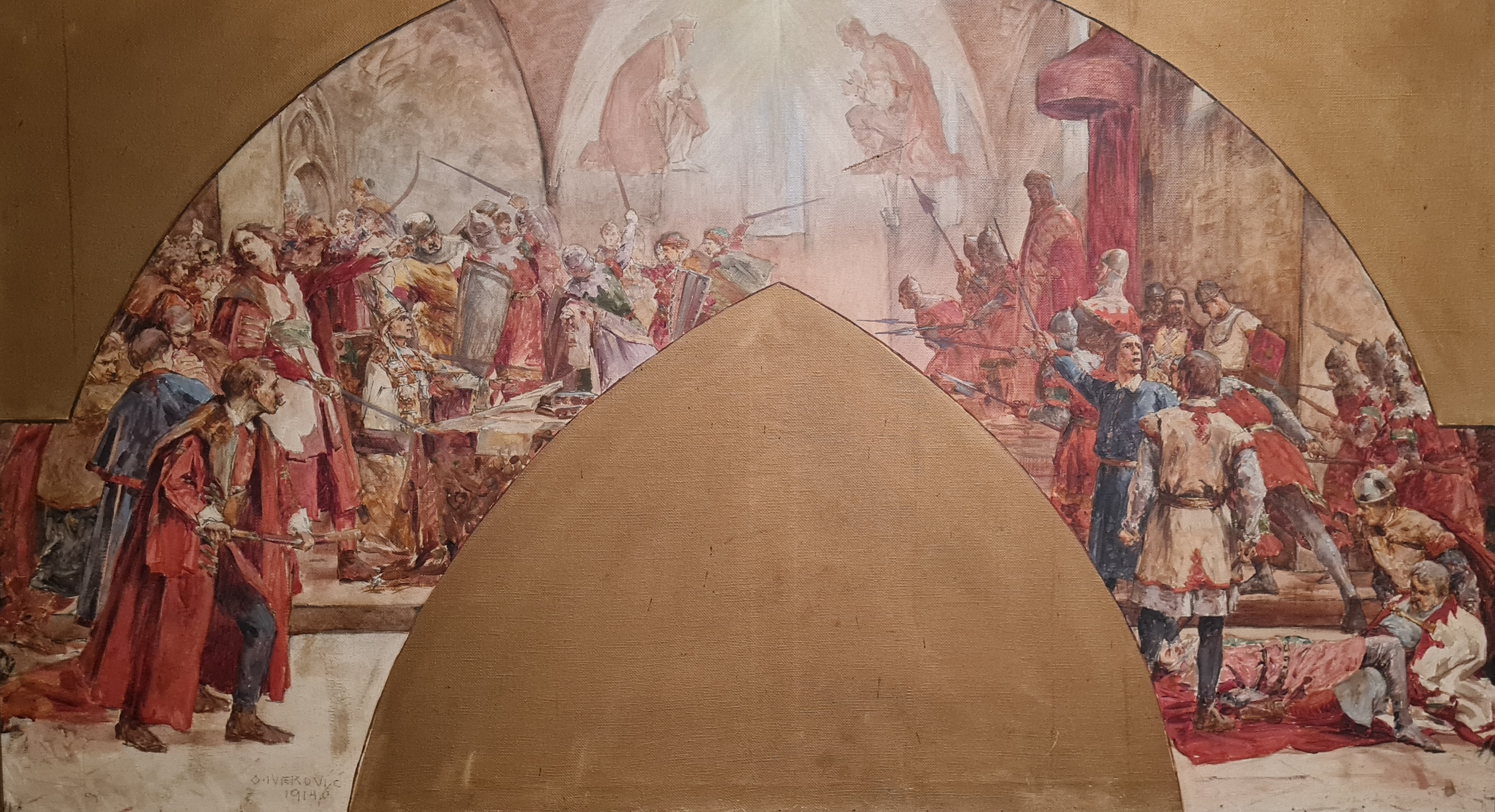
Фреска Отона Івековича

Кривавий Сабор у Крижевцях (хорв. Krvavi sabor križevački) — сабор (з'їзд) хорватської знаті, що відбувся 27 лютого 1397 року в місті Крижевці, на якому було організовано вбивство хорватського бана Степана II Ласковича та його прихильників претендентом на угорський трон королем Сигізмундом І. Всього було вбито понад 170 представників шляхетських родин Хорватії, Боснії та Далмації.

## Історія
1386 року після вбивства короля Угорщини і Хорватії Карла II за трон повели боротьбу його син Владислав Великодушний та Сигізмунд I Люксембург.
Боротьба йшла зі змінним успіхом, проте через проблеми в Неаполі Владислав вимушений був повернутись до Італії. Цим скористався король Сигізмунд, який намагався закріпити свою владу.
1397 року він закликав парламент Хорватії зібратися у місті Крижевці та видав королівську письмову гарантію (лат. saluus conductus) про те, що він не буде намагатися ніяк мстити своїм супротивникам або шкодити їм будь-яким чином.
Але після того, як близько 200 представників хорватської найвищої шляхти зібралися на сабор, Сигізмунд організував вбивство хорватського князя Степана II Ласковича і його послідовників за підтримку короля Владислава. Хорватський закон постановляв, що ніхто не міг увійти до парламенту зі зброєю, Степан Ласкович та інші шляхтичі залишили зброю перед церквою, де відбувався сабор.
Прихильники ж короля вже знаходилися в церкві, у повному озброєні. Під час засідання парламенту прихильники короля звинуватили Ласковича у зраді в битви під Нікополем. Скориставшись цим приводом, слуги короля вбили князя Степана II, його сина Андрія та ще близько 170 представників найвищої аристократії Хорватії, Боснії та Далмації.

## Наслідки
Дізнавшись про підступне вбивство свого бана, хорватська армія кинулася до міста.
Розлючені хорвати на чолі зі Степаном Продавичем (Stjepan Prodavić) намагалися помститися королю, але їх виступ був придушений, а Сигізмунд 2 березня 1397 року перетнув річку Драва і втік до Угорщини. Два дні по тому він видав наказ, за яким місто Чаковець, Меджимурську жупанію, графство Сегер (Сагор, Загор'єн, Загор'є), місто Вараждин та інші маєтки Степана Ласковича були подаровані графу Герману II Ціллі.
Кривавий Сабор, смерть бана Хорватії та близько 170 глав знатних родин Хорватії та Боснії, призвів до того, що король Владислав продав свої права на Далмацію Венеційській республіці за 100000 дукатів. А Сигізмунду Люксембургу вдалося після багаторічної боротьби захопити владу, і його було визнано королем Угорщини та Хорватії.